# The Predator
The Predator é o terceiro álbum solo do rapper americano Ice Cube, lançado pela Priority Records em 17 de novembro de 1992, pouco depois dos Tumultos de Los Angeles. Muitas das músicas falam de tensões raciais. O título é em parte referente ao filme Predator 2. Apesar de não ser o melhor álbum de Ice Cube criticamente falando, comercialmente é o seu maior sucesso, ganhando a certificação de platina dupla da RIAA e chegando ao número um na Billboard 200. The Predator é o primeiro álbum de rap a estrear em primeiro lugar tanto nas paradas pop como nas de R&B, vendendo 193.000 cópias na primeira semana. O álbum vendeu mais de 2.237.124 cópias de acordo com a Nielsen Soundscan.

## Concepção
Na canção de abertura "When Will They Shoot", Cube fala dos críticos que consideram o seu álbum anteiror, Death Certificate, uma obra anti-semita, enquanto que "We Had to Tear This Mothafucka Up" fala do absolvimento dos oficiais da polícia de Los Angeles no julgamento de Rodney King e "Who Got the Camera?" nos faz imaginar um cenário onde um homem negro é submetido à violência policial. "It Was a Good Day", um dos hit singles do álbum, fala sobre um dia em particular na vida de Ice Cube onde tudo dá certo.

### Recepção
| Críticas profissionais | Críticas profissionais |
| Avaliações da crítica  | Avaliações da crítica  |
| Fonte                  | Avaliação              |
| ---------------------- | ---------------------- |
| Allmusic               | link                   |
| Robert Christgau       | link                   |
| Entertainment Weekly   | (A-) link              |
| Q Magazine             | link                   |
| Rolling Stone          | 1992                   |
| Rolling Stone          | 2004                   |
| Spin                   | (favorável) link       |
| Washington Post        | (favorável) link       |

Embora não seja tão aclamado como seus trabalhos anteriores, The Predator foi bem recebido. Entertainment Weekly chamou de "Um forte trabalho de Cube, ainda mais coesivo" (11/20/92, p.88). Q Magazine incluiu nos seus "90 melhores álbuns da década de 1990" (12/99, p. 74). Spin Magazine chamou-lhe de um disco que "pede para ser ouvido" (1 / 93, p.61).
Ele gerou três singles: "It Was A Good Day", que foi um sucesso em março de 1993, "Check Yo Self" e "Wicked" (que foi posteriormente regravada pela banda Korn). Tanto a versão do álbum quanto a versão single de "Check Yo Self" incluem a 
participação especial do grupo Das EFX, que usou a batida da música "The Message" da banda Grandmaster Flash and the Furious Five no single. "Check Yo Self" era tocada frequentemente na rádio e o videoclipe recebeu muita rotação na MTV americana. "It Was a Good Day" e "Check Yo Self" figuraram na trilha sonora do videogame de 2004 Grand Theft Auto: San Andreas.

## Faixas
- "Check Yo Self (the Message Remix)", "It Was A Good Day (Remix)", "24 Wit An L", e "U Aint Gonna Take My Life" são incluidas como material bônus em versões remasterizadas.

| #  | Título                              | Intérprete(s)      | Produtor(es)               | Samples | Duração |
| -- | ----------------------------------- | ------------------ | -------------------------- | --- | ------- |
| 1  | "The First Day of School (intro)"   | *Intro*            | Ice Cube                   | - Excerpt from the motion picture American Me | 1:20    |
| 2  | "When Will They Shoot?"             | Ice Cube           | DJ Pooh, Bob Cat, Ice Cube | - "Oh Honey" por Delegation - "No Vaseline" por Ice Cube - "We Will Rock You" por Queen - "Treat Her Like a Prostitute" por Slick Rick - "Take Me to the Mardis Gras" por Bob James - "Grand Verbalizer, What Time is It" por X-Clan - "Giggin' Down 103rd" por Charles Wright & the Watts 103rd Street Rhythm Band | 4:36    |
| 3  | "I'm Scared (Insert)"               | *Interlude*        | Ice Cube                   | | 1:32    |
| 4  | "Wicked"                            | Ice Cube           | Torcha Chamba, Ice Cube    | - "Looseys" por Das EFX - "Funky Worm" por The Ohio Players - "You Can Make It If You Try" por Sly & The Family Stone - "Can't Truss It" por Public Enemy - "Welcome to the Terrordome" por Public Enemy | 3:55    |
| 5  | "Now I Gotta Wet 'Cha"              | Ice Cube           | DJ Muggs                   | - "Get Out of My Life, Woman" por Solomon Burke - "Aqua Boogie (A Psychoalphadiscobetabioaquadoloop)" por Parliament - Song playing during the intro is "Guerillas in tha Mist" por Da Lench Mob | 4:03    |
| 6  | "The Predator"                      | Ice Cube           | DJ Pooh                    | - "East Coast" por Das EFX - "Superman Lover" por Johnny "Guitar" Watson - Dialogo do filme Predator 2 | 4:03    |
| 7  | "It Was a Good Day"                 | Ice Cube           | DJ Pooh                    | - "Let's Do It Again" por Staple Singers - "Come On Sexy Mama" por The Moments - "Footsteps In the Dark" por The Isley Brothers - "Sir Nose D'Voidoffunk (Pay Attention- B3M)" por Parliament | 4:19    |
| 8  | "We Had to Tear This Mothafucka Up" | Ice Cube           | DJ Muggs                   | - "The Funeral" por Ice Cube - "Get Down" por Gene Russel - "Subway Inn" por Duke Jordan - "Blind Alley" por The Emotions | 4:23    |
| 9  | "Fuck 'Em (Insert)"                 | *Interlude*        | Sir Jinx                   | | 2:02    |
| 10 | "Dirty Mack"                        | Ice Cube           | Mr. Woody                  | - "Aqua Boogie", "P-Funk (Wants to Get Funked Up)" & "Unfunky UFO" por Parliament | 4:34    |
| 11 | "Don't Trust 'Em"                   | Ice Cube           | Rashad, Ice Cube, DJ Pooh  | - Excerpt from the film Scarface - "Poison" por Bel Biv Devoe - "A Bitch Iz A Bitch" por N.W.A - "Green Earrings" por Steely Dan - "Don't Believe the Hype" por Public Enemy | 4:06    |
| 12 | "Gangsta's Fairytale 2"             | Ice Cube, Lil Russ | Pocketts, Ice Cube         | - "Distant" por A Taste of Honey - "Sir Nose D'Voidoffunk" por Parliament - "Impeach the President" por The Honey Drippers - "Sing A Simple Song" por Sly & The Family Stone | 3:19    |
| 13 | "Check Yo Self"                     | Ice Cube, Das EFX  | DJ Muggs, Ice Cube         | - "Mustang Sally" por Wilson Pickett - "The New Style" por The Beastie Boys - "Memphis Underground" por Herbie Mann - Excerpt from the film Juice | 3:42    |
| 14 | "Who Got the Camera?"               | Ice Cube           | Sir Jinx                   | - Excerpt from the film Die Hard - "All We Need is Another Chance" por The Escorts - "Just a Friendly Game of Baseball" por Main Source - "I Gotta Thang, You Gotta Thang, Everybody Gotta Thang" por Funkadelic - "Good Ole Music" por Funkadelic - "It Aint Whatcha Got" por Jimmy McGriff & Junior Parker        | 4:37    |
| 15 | "Integration (Insert)"              | *Interlude*        | Ice Cube                   | | 2:31    |
| 16 | "Say Hi to the Bad Guy"             | Ice Cube           | Sir Jinx                   | - "I Aint Got Nobody" por Sly and the Family Stone - "P-Funk (Wants to Get Funked Up) por Parliament | 3:19    |

## Posições nas paradas musicais

### Álbum
| Ano  | Álbum        | Posição       | Posição                |
| Ano  | Álbum        | Billboard 200 | Top R&B/Hip Hop Albums |
| 1992 | The Predator | #1            | #1                     |

| Precedido por The Chase por Garth Brooks | Álbum número um na Billboard 200 5 de Dezembro - 11 de Dezembro de 1992 | Sucedido por The Bodyguard por Vários artistas |

### Singles
| Ano  | Canção              | Melhor posição nas paradas | Melhor posição nas paradas       | Melhor posição nas paradas | Melhor posição nas paradas |                                    |
| Ano  | Canção              | Billboard Hot 100          | Hot R&B/Hip-Hop Singles & Tracks | Hot Rap Singles            | Rhythmic Top 40            | Hot Dance Music/Maxi-Singles Sales |
| 1992 | "Wicked"            | #55                        | #31                              | #1                         | —                          | #31                                |
| 1993 | "Check Yo Self"     | #20                        | #1                               | #1                         | #18                        | #1                                 |
| 1993 | "It Was A Good Day" | #15                        | #7                               | #1                         | #13                        | —                                  |